# 2010年高雄地震
2010年高雄地震或甲仙地震，是台湾地震災害事件，发生于當地时间2010年3月4日8时18分，當時的高雄縣桃源鄉和茂林鄉的交界處发生芮氏規模6.4地震，即震央位于高雄甲仙地震測站东偏南方17.1公里处（並不在甲仙鄉內）。

## 强度
各地震度感受上非常明显。此外在中國大陸的福建、香港等東南沿海地區，也有輕微感受。最強的餘震出現在同日的16時16分，芮氏規模5.7。
本次地震高雄市區震度達到4級，該地過去紀錄中有六次震度達4級以上的地震，分別為2006年恆春地震、2006年4月1日臺東地震、2003年臺東成功地震和1999年九二一集集大地震、2022年池上地震。其中2006年恆春地震為兩次主震，高雄市區於第二次主震達到震度5級。

## 发生原因
台湾中央气象局分析此次地震是由菲律宾海板块与欧亚大陆板块挤压，导致潮州断层错动而造成。但地質學家陳文山（國立台灣大學地質學系教授）認為，依據經濟部中央地質調查所對於潮州斷層研究資料來看，這條斷層過去從未有活動跡象存在，而且震央與潮州断层還有一段距離，是潛伏在中央山脈底下，據陳文山研判來看，很有可能是盲斷層所致。依據後續餘震發生地點所做的觀察也顯示是其他斷層造成。地質學家張中白則確認甲仙地震是西北─東南走向斷層造成，是目前未知的斷層。

## 災情
下列顯示災況與統計數據，於自地震發生後，截至3月4日22時止。
| 方面     | 發生地               | 災況 | 來源                 |
| -------- | -------------------- | --- | -------------------- |
| 公路交通 | 高美大橋             | 橋面15公分落差導致封鎖。                                                                                          | [ 12 ] [ 13 ]        |
| 鐵路交通 | 台中以南路段         | 臺灣高鐵行駛中共有七個班次停駛，其中一列班車出軌。之後台中以南停駛，全線營運皆受影響。                            | [ 12 ] [ 14 ]        |
| 鐵路交通 | 台南縣隆田～善化路段 | 臺鐵曾文溪橋之橋面錯移，迫使列車採取低速慢行，南北向諸多班車誤點。                                                | [ 12 ] [ 15 ]        |
| 工業     | 台南縣               | 宏遠興業紡織廠發生大火，導致廠房損失與股票下跌。                                                                  | [ 12 ]               |
| 教育     | 全台灣               | 各校受損情況不一，有磁磚脫落、天花板掉落，最嚴重發生在玉井國中，廊柱發生變形且鋼筋裸露，總計全台受損校舍共340間。 | [ 12 ] [ 13 ] [ 16 ] |
| 電力     | 全台灣               | 54萬5066戶停電。                                                                                                  | [ 12 ]               |
| 電信     | 高雄縣               | 在美濃鎮、旗山鎮和鳳山市，因停電而使交換機無法順利運作，造成斷訊。                                                | [ 13 ]               |
| 自來水   | 南台灣               | 嘉義市4500戶停水，台南市和高雄市有部分用戶停水。                                                                  | [ 12 ]               |
| 文化     | 南台灣               | 古蹟與歷史建築有嘉義縣2處、台南縣2處、台南市1處、高雄縣1處、高雄市2處，共8處受損。                                | [ 12 ]               |
| 其它事故 | 南台灣               | 造成台南地區多起電梯受困，高雄地區有磚瓦厝、廟宇受損。                                                            | [ 17 ] [ 13 ]        |
| 損失總計 | 全台灣               | 96人受傷、5件火災、傾斜房屋共20棟、受損校舍共340間、54萬5066戶停電。                                              | [ 12 ]               |